# Bitwa o Ar-Rakkę (2017)
Bitwa o Rakkę w 2017 – zdobycie miasta Ar-Rakka przez Syryjskie Siły Demokratyczne (głównie Kurdów z YPG i YPJ) spod kontroli organizacji terrorystycznej Państwo Islamskie.
Do 17 października 2017 roku SDF całkowicie opanowały miasto Rakka. Walki te trwały równolegle z przełamaniem oblężenia Dajr az-Zaur, a także bitwą o Mosul w Iraku, które to razem pozwoliły pozbawić terrorystów ISIS ich regionalnych struktur władzy i odebrać większość zajętego przez nich terytorium.

## Kontekst
Od 2013 roku, po I bitwie o Ar-Rakkę, miasto pozostawało poza jurysdykcją rządu Syrii, zajęte przez zbrojne grupy islamistów. Od stycznia 2014 było całkowicie kontrolowane przez Państwo Islamskie (ISIS).
6 listopada 2016 roku Syryjskie Siły Demokratyczne (SDF) poinformowały o rozpoczęciu działań mających na celu przejęcie Rakki.
9 maja 2017 amerykański prezydent Donald Trump zadecydował o dostarczeniu przez Stany Zjednoczone wsparcia zaopatrzeniowego dla oddziałów YPG, szykujących się do ataku na Rakkę. W dostawie znalazła się broń, amunicja i inne wyposażenie dla żołnierzy.

## Przebieg walk
Bitwa rozpoczęła się 6 czerwca 2017 i towarzyszyły jej ataki powietrzne Sił Powietrznych USA. W pierwszym jej etapie siły SDF okrążyły Rakkę i zajęły pobliskie wsie. Potem nastąpił ciąg długotrwałych walk miejskich, w których bojownicy kurdyjscy posuwali się w głąb miasta raczej powoli. Opanowanie połowy sektorów zajęło im około pięćdziesięciu dni, do końca lipca. 10 sierpnia w południowej części Rakki spotkały się oddziały SDF idące ze zachodnich przedmieść z tymi ze wschodu, następnie wspólnie parły do centrum. SDF opanowały starówkę do 1 września, a 4 września zajęły główny meczet. 15 października 2017 siły SDF rozpoczęły ostatni szturm na kryjówki dżihadystów, po czym 17 października uzyskały pełną kontrolę nad miastem.

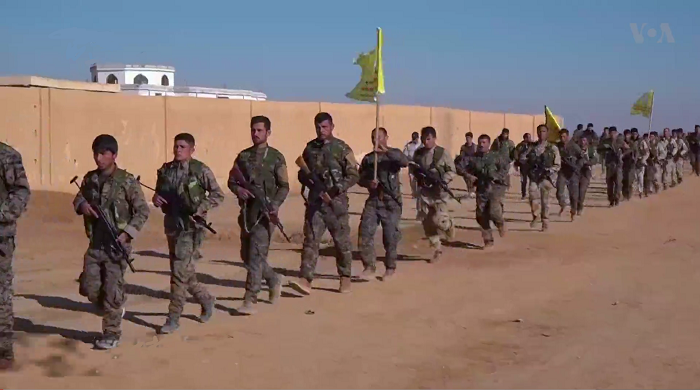
Bojownicy SDF przed atakiem na Rakkę
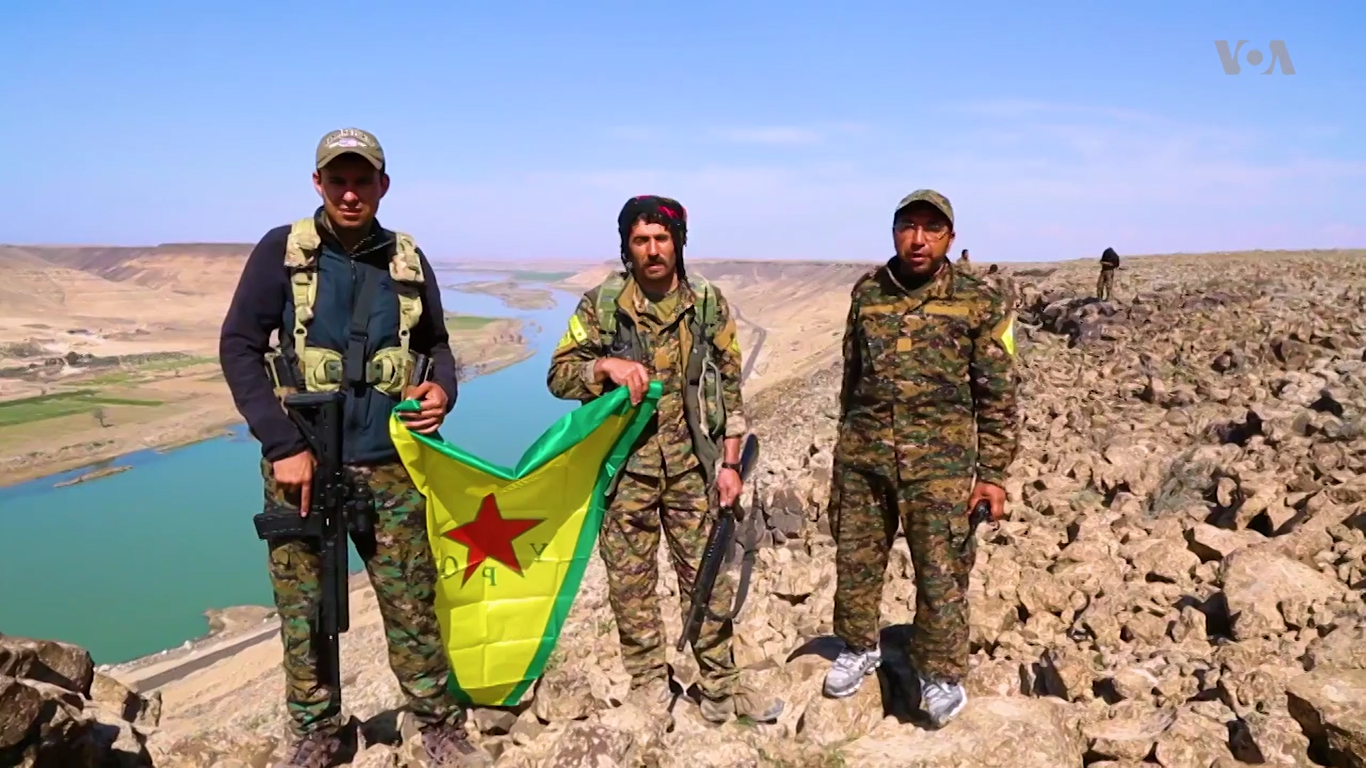
Bojownicy YPG nad Eufratem
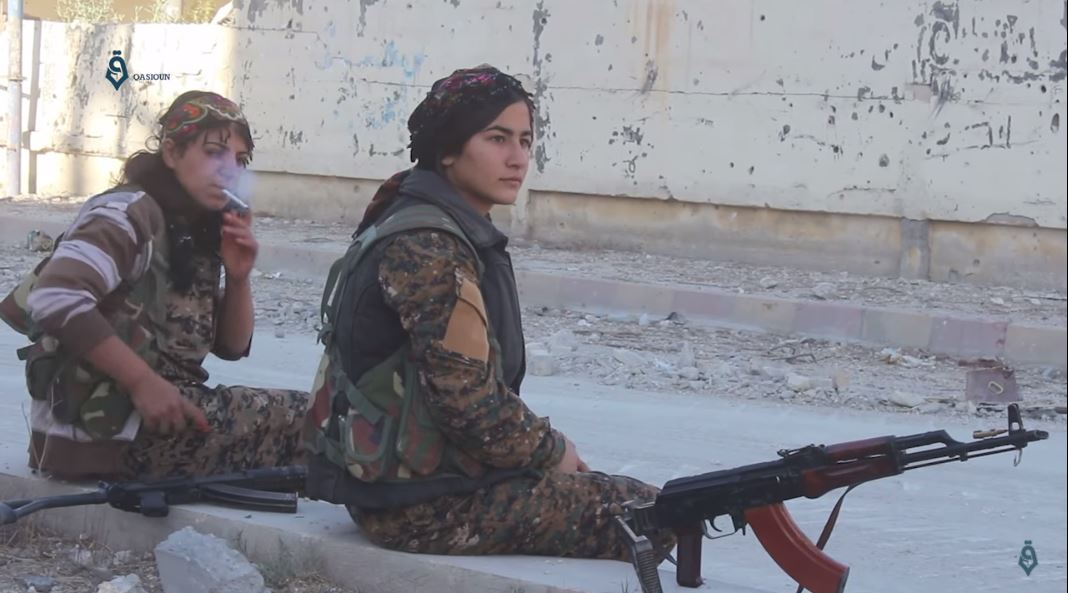
YPJ w Rakce
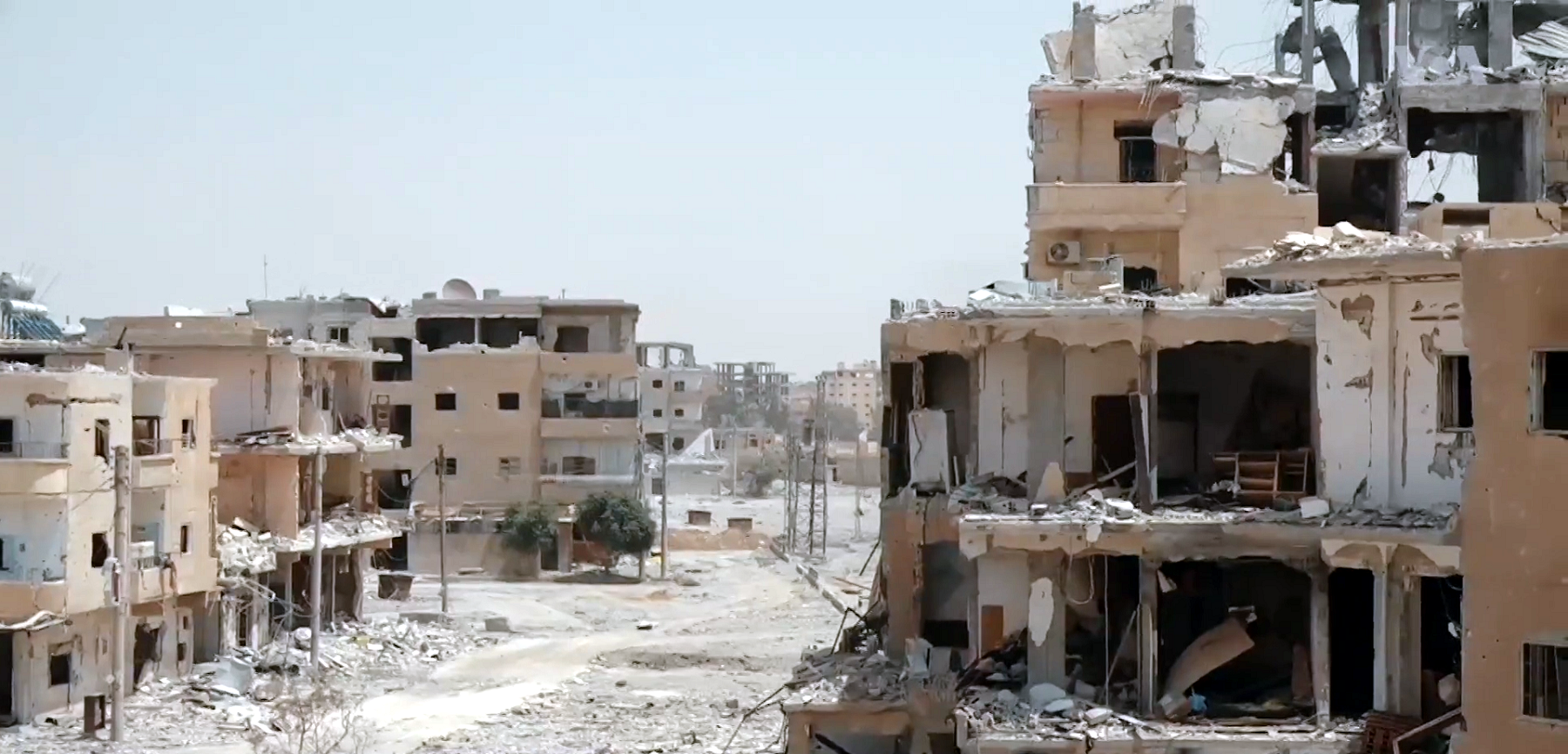
Zniszczone zabudowania Rakki

## Reakcje
- Syria: MSZ Syrii potępiło zniszczenie miasta i oznajmiło, że wciąż jest ono zajmowane przez obce siły[15].
- Stany Zjednoczone: Departament Stanu USA pogratulował Kurdom zwycięstwa nad ISIS[16].
- Rosja: Ministerstwo Obrony Federacji Rosyjskiej skrytykowało działania amerykańskiego lotnictwa w Rakce, które doprowadziły do prawie całkowitego zniszczenia miasta[17][18].

## Następstwa
Wskutek walk między SDF i ISIS, a także amerykańskich bombardowań, około 80% zabudowań Rakki zostało zniszczonych i „niezdatnych do zamieszkania”; zginęło też ponad 1600 cywilów, którzy nie zdołali wydostać się z miasta. Amerykańskie lotnictwo podejrzewano też o stosowanie pocisków z białego fosforu.
W lutym 2019 znaleziono 3500 ciał w masowym grobie ofiar ISIS we wsi Fuchajcha. W marcu w Rakce odkryto kolejny masowy grób z 300 zakopanymi ciałami. W lipcu tegoż roku w pobliżu ekshumowano kolejnych 200 zwłok.